# Lenguas pama del Cabo York septentrional
Las lenguas septentrionales de cabo York son una subdivisión de las lenguas pama formada por cuarenta lenguas, todas ellas habladas en la península de Cabo York en Queensland (Australia).

## Lenguas del grupo
La clasificación de estas lenguas más usada es la de R. M. W. Dixon. Las lenguas recogidas en esta clasificación son:
- Pama septentrional
  - Anguthimri (incluye los dialectos Alngith, Linngithigh, Mpakwithi , Nggerikudi, Yupungati, Tjungundji, Mangarla)
  - Gudang
  - Uradhi (incl. Atampaya, Yinwum, Wuthati, Yadhaykanu)
  - Luthigh (Mpalityan)
  - Awngthim
  - Ndrangith
  - Ngkoth
  - Aritinngithigh
  - Adithinngithigh
  - Mbiywom
  - Andjingith
- Umpila (= Pama nororiental, muchas variantes)
- Lenguas wik (Pama medio)

Sutton (2001) incluye también el idioma ndwa'ngith entre las lenguas pama septentionales.

## Comparación léxica
Los numerales en las diversas lenguas pama del cabo York son:
| GLOSA | Anguthimri | Anguthimri | Anguthimri  | Anguthimri | Anguthimri | Uradhi  | Uradhi   | Uradhi | Uradhi  | Uradhi   | Luthigh    | Ngkoth | Mbiywom (Mbiyom) | PROTO- PAMA N.     |
| GLOSA | Anguthimri | Alngith    | Linngithigh | Tjungundji | Yupngayth  | Uradhi  | Atampaya | Yinwum | Gudang  | Wudhadhi | Mpalityanh | Ngkoth | Mbiywom (Mbiyom) | PROTO- PAMA N.     |
| ----- | ---------- | ---------- | ----------- | ---------- | ---------- | ------- | -------- | ------ | ------- | -------- | ---------- | ------ | ---------------- | ------------------ |
| '1'   | pimi       | pim        | pim         | pema       | pemi       | nhipima | nipima   | npi    | apirman | wema     | ipim       | pimam  |                  | *pima              |
| '2'   | dhwiti     | othith     | odhithigh   | abute      | abot'u     | uthima  | udhyama  |        | elabiu  | aroma    | uthim      |        | otyim            | *uthi-ma /*ut̪i-ma/ |
| '3'   | tumu       |            | cum         | sumasuma   | s'umajum   | wutyuma | wutuma   |        | dama    | yoman    |            |        |                  | *tyuma /*cu-ma/    |
| '4'   |            |            |             |            |            |         |          |        |         | mobama   |            |        |                  |                    |
| '5'   |            |            |             |            |            |         |          |        |         | muta     |            |        |                  |                    |

| GLOSA | Wik     | Wik         | Wik      | Wik     | Wik      | PROTO- WIK        | Umpila  |
| GLOSA | Me'anha | Ngathana    | Mungkan  | Pakanha | Ayabadhu | PROTO- WIK        | Umpila  |
| ----- | ------- | ----------- | -------- | ------- | -------- | ----------------- | ------- |
| '1'   | thonem  | thoenoem    | tonam    | thonam  | thono    | *thunam /*t̪un-am/ | niʔi    |
| '2'   | kötym   | pulnham     | kuuyijam | kuchim  | kuche    | *kutim            | paʔamu  |
| '3'   |         | pulenh-thun | koʔolam  | koʔalm  | koʔele   | *kuʔulam          | kukuthi |
| '4'   |         |             | yout     |         |          |                   | mangku  |